# Шрайбер, Аннетт
Аннетт Шрайбер (нем. Annette Schreiber; род. 22 августа 1971, Берлин, ФРГ) — французская актриса немецкого происхождения, фотограф, фотомодель.

## Творческая биография
Аннетт Шрайбер начала сниматься на телевидении в 1989 году с роли в телесериале Salut Les Musclés («Да здравствуют мужчины!»). В 1992 году исполнила роль Анетт в телесериале «Элен и ребята» (в 5 сериях). В его продолжения, телесериале «Грёзы любви» (1995), «Каникулы любви» (1995-1996) и «Тайны любви», исполнила роль Синтии (68, 55 и 1 серия, соответственно), гитаристки, сменившей Николя (Патрик Пьюдеба), а после ухода Себастьена (Себастьен Куриво) занявшей его место с бас-гитарой. Среди прочих ролей в кино и на телевидении можно отметить роль Маргареты Бах в фильме «Жил да был Иоганн Себастьян Бах» (2003).
В 2007 году переселилась в Швейцарию, где открыла свою фотостудию.

## Фильмография
| Год       | Фильм                                                                | Роль                       | Примечания            |
| --------- | -------------------------------------------------------------------- | -------------------------- | --------------------- |
| 1989      | Да здравствуют мужчины! (фр. Salut les musclés)                      |                            | телесериал (1 серия)  |
| 1993      | Элен и ребята                                                        | Аннетт                     | телесериал (5 серий)  |
| 1995      | Мальчики на пляже (фр. Les garçons de la plage)                      |                            | телесериал (1 серия)  |
| 1995-1996 | Грёзы любви                                                          | Синтия                     | телесериал (68 серий) |
| 1996      | Pour la vie                                                          | в роли себя                | телепередача          |
| 1997      | Любимые сёстры (нем. Geliebte Schwestern)                            | Ронни                      | телесериал (1 серия)  |
| 1997      | Шоу Харальда Шмидта (нем. Die Harald Schmidt Show)                   | в роли себя (Сестра Ронни) | телепередача          |
| 2003      | Жил да был Иоганн Себастьян Бах                                      | Маргарета Бах              | кинофильм             |
| 1996-2005 | Каникулы любви                                                       | Синтия                     | телесериал (55 серий) |
| 2006      | Вивальди, принц Венеции (фр. Antonio Vivaldi, un prince à Venise)    | Анна Джиро                 | кинофильм             |
| 2006      | Капитан Каста: Амели исчезла (фр. Capitaine Casta: Amélie a disparu) |                            | телефильм             |
| 2013      | Тайны любви                                                          | Синтия                     | телесериал (1 серия)  |

## Внешние ссылки
- (нем.) Photos d'Annette Schreiber (Anne Bert)
- Официальная страница Аннетт Шрайбер в Facebook
- Официальный клип на сингл Nobody's Perfect
- Аннетт Шрайбер на heleneetlesgarcons.wifeo.com
- Аннетт Шрайбер на КиноПоиске
- (фр.) Annette Schreiber (Les Mystères de l’amour): «José se marie avec Bénédicte, c’est trop fort!»
- (нем.) Annette Schreiber. Produzentin und Fotografin Annette über Castingstipps und Sonderkonditionen für StagePooler
- Сайт фотостудии Аннетт Шрайбер